# معادن زغال‌سنگ افغانستان

نقشهٔ معادن زغال‌سنگ در افغانستان

معدن زغال‌سنگ کرکر در افغانستان

کارگران معدن در حال تفریح

زغال‌سنگ از دیرباز برای گرم کردن خانه‌ها و توسط آهنگران در کشور افغانستان مورد استفاده قرار می‌گیرد. زغال‌سنگ پس از چوب و زغال، سومین مادهٔ مصرفی مردم افغانستان برای گرم کردن است. معادن زغال‌سنگ در افغانستان به شکل کمربند با طبقات مختلف در زیر تپه‌های خاکی رشته‌کوه هندوکش قرار داشته که از ولایت بدخشان آغاز تا تخار، بغلان، سمنگان، بامیان و سرپل امتداد یافته و به معدن سبزک ولایت هرات منتهی می‌شود.
ذخایر اثبات‌شدهٔ آن حدود ۱۰۰ تا ۴۰۰ میلیون تن پیش‌بینی شده‌است. معادن زغال‌سنگ در بغلان (معدن کرکر)، آش پشته دودکش، در قندوز (بندگی)، در هرات معدن سبزک (کرخ)، در سمنگان ولسوالی دره صوف سرپل معدن ولسوالی بلخاب شناسایی گردیده‌اند. در سال ۲۰۰۵ استخراج زغال به ۲۲۰٬۰۰۰ تن می‌رسید و این استخراج سالانه افزایش می‌یابد. افغانستان ۱۱ معدن زغال‌سنگ دارد که کمبود امکانات در آن‌ها به دلیل سه دهه جنگ بسیار رایج است. در این معادن کارگران با وسایل ابتدایی و غیرفنی کار می‌نمایند و همه ساله دارای تلفات جانی هستند.

## معادن زغال‌سنگ افغانستان
معادن زغال‌سنگ افغانستان در نقاط زیر موقعیت دارند:
1. زغال‌سنگ کوتل خاکی علاقه برفک
2. زغال‌سنگ آش پشته
3. زغال‌سنگ فرح کرد غوربند و گاوپران سرخ پارسا
4. زغال‌سنگ نهرین
5. زغال‌سنگ جدران
6. زغال‌سنگ گرمک علاقه چهل‌دختران درهٔ صوف
7. زغال‌سنگ گوله یدری علاقه کشنده مابین دره صوف و بلخاب
8. زغال‌سنگ سنجور علاقه کرخ هرات
9. زغال‌سنگ انزری، شهیدان در حدود لاغرجوی کوه درهٔ کوت
10. زغال‌سنگ قریهٔ کندلان چقماق مداخیل ارزگان
11. زغال‌سنگ لعل و سرجنگل علاقه دایزنگی
12. زغال‌سنگ پلخمری

### زغال‌سنگ درهٔ صوف
این معادن در ۲۰۰ کیلومتری شهر مزار شریف واقع است. از لحاظ کیفیت و استخراج نسبت به مناطق دیگر مقام اول را دارد. قسمت اعظم زغال‌سنگ این معدن برای نیروگاه برق به‌مصرف می‌رسد.
کارخانه‌های شهر بغلان، جبل‌سراج، گلبهار و پلخمری از زغال‌سنگ معدن کرکر استفاده می‌کنند. زغال‌سنگ درهٔ صوف از کیفیت خوبی حرارتی برخوردار بوده به شکل جامد استخراج می‌شود و یک کیلوگرم آن از ۸٬۰۰۰ تا ۸٬۵۰۰ کالری حرارت تولید می‌کند. تاجران زغال‌سنگ درهٔ صوف را در ولایات بلخ، جوزجان، بغلان، قندوز، کابل و حتی به کشور پاکستان انتقال داده و بیشتر این زغال‌ها در داش‌های خشت‌پزی، آهنگری، فابریکه‌های کوچک ذوب آهن به مصرف می‌رسد. معدن زغال‌سنگ درهٔ صوف سال ۱۳۴۵ توسط افراد محلی کشف شده و قرار سروی متخصصان کشور شوروی وقت و کشور آلمان در سال ۱۳۴۶ بیش از ۱۵۰ میلیون تن زغال در این معادن وجود دارد.

### معدن کرکر
یکی از بزرگ‌ترین معادن زغال‌سنگ افغانستان است، که روزانه ۱۲۰ تن زغال‌سنگ از آن استخراج می‌شود. این معدن در سال ۱۹۳۹ میلادی در کوهی در اطراف بغلان کشف شد. این معدن در محدودهٔ چهار کیلومتر داخل کوه گسترده شده، عمق آن به ۷۵۰ متر می‌رسد و ۱۲ رگه زغال‌سنگ در آن موجود است. پیش‌تر در این معادن شرکتی از جمهوری چک کار می‌نمود. وسایلی که آن زمان باق مانده، کهنه و فرسوده شده‌است. در اثر دو انفجار جداگانه در سال‌های ۱۳۴۰ و ۱۳۶۰ در معدن زغال‌سنگ کرکر، ۱۴۰ نفر کشته شدند.

### زغال‌سنگ سبزک هرات
در حال حاضر ۷۰۰ نفر از کارگران داخلی که بیشتر باشندگان ولایت‌های هرات، غور، بادغیس، دایکندی، غزنی و فاریاب هستند، در بخش‌های مختلف این معدن مشغول به کار هستند.
استخراج معدن زغال‌سنگ سبزک در سال ۱۳۸۱ با تولید ۶۰۰ تن آغاز شد که در سال بعدی آن بیش از ۵٬۸۰۰ تن و در سال ۱۳۹۰ ۸٬۰۰۰ تن زغال‌سنگ تولید گردید. ظرفیت استخراج روزانهٔ این معدن ۱۰۸ تن است.
معدن زغال‌سنگ سبزک که ۹۲ سال پیش در ولسوالی کرخ ولایت هرات تثبیت شد، بر پایهٔ ارزیابی‌های معدن‌شناسان روسی در سال ۱۳۶۵ میان ۸٫۵ تا ۹ میلیون تن زغال‌سنگ دارد. این معدن با ظرفیت پیش‌بینی شدهٔ ۴۰٬۰۰۰ تن در سال و بازدهی ۵۰۰ افغانی در مقابل استخراج هر تن به حساب دولت، هشت سال پیش به بخش خصوصی واگذار شد.

### معدن زغال‌سنگ آشپشته
این معدن در واقع در دو آب میخ زرین کهمرد قرار دارد. دارای (۱۵۸ حلقه صوف) بوده، حدود ۱٬۰۰۰ نفر کارگر در آن مشغول کار هستند. هم‌اکنون به‌مقدار ۱۶۰٬۰۰۰ تن زغال در سال استخراج می‌گردد.

### امیدواری
طبق قرارداد راه‌آهن از معدن مس عینک به‌طرف معدن آهن حاجیگک و از آنجا از نزدیکی معادن زغال‌سنگ آشپشته و درهٔ صوف به‌طرف شمال می‌رود. در صورت انجام چنین پروژه‌ای، استخراج این دو معدن خیلی بالا خواهد رفت. معدن حاجی‌گک با دولت هند و معدن مس عینک پیش‌تر با کشور چین قرارداد شده‌است.